# Boulevard H.C. Andersens

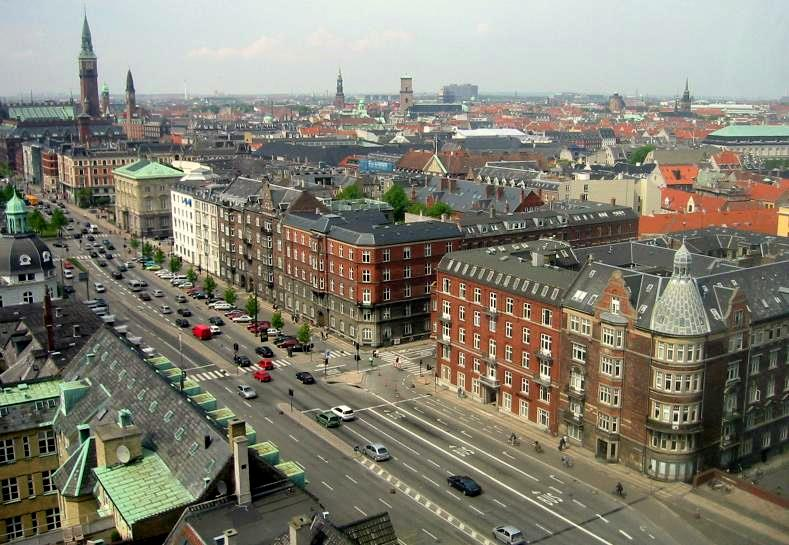
Vue en perspective du boulevard H.C. Andersens.

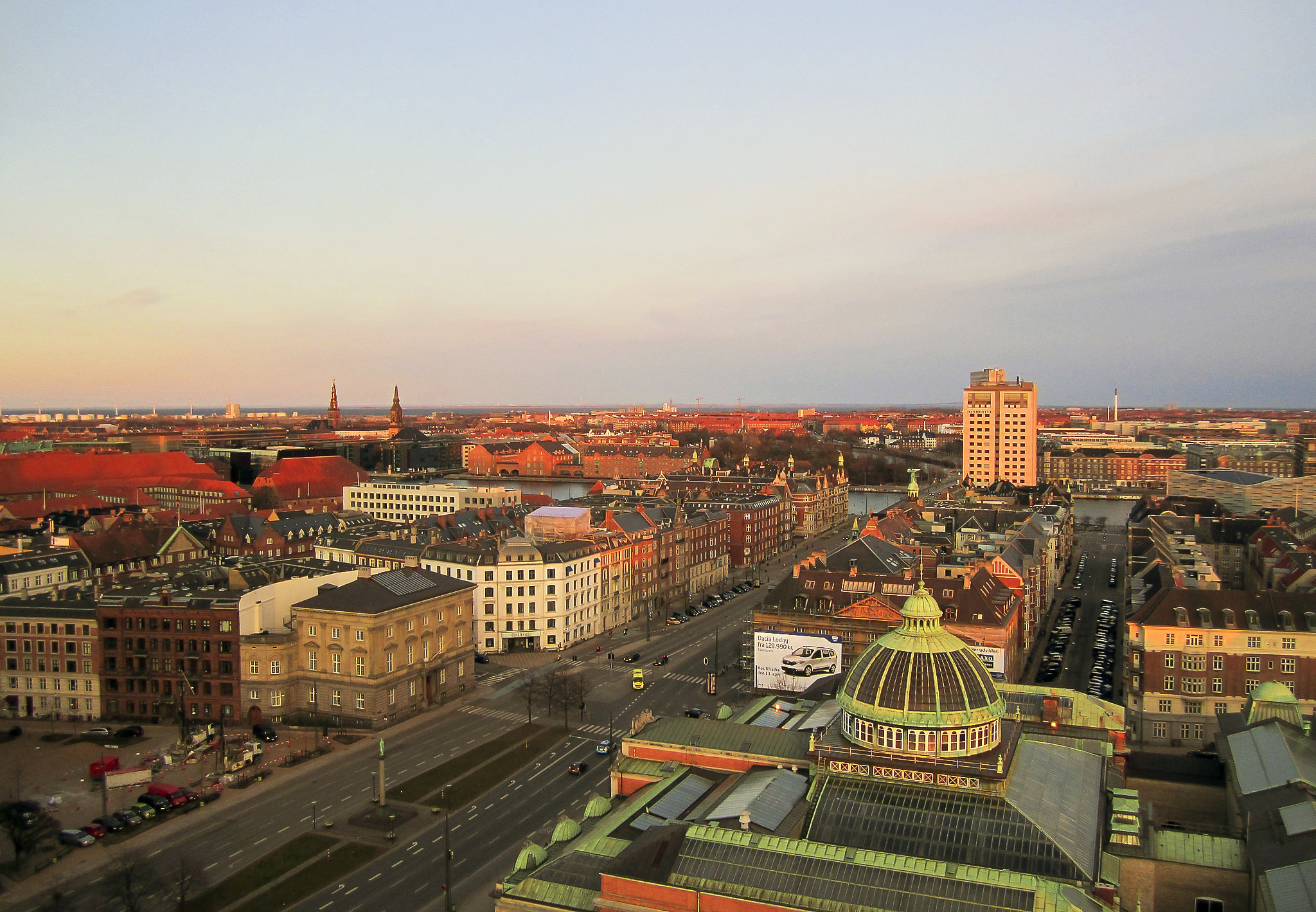
Le boulevard H.C. Andersens en direction du pont Langebro.

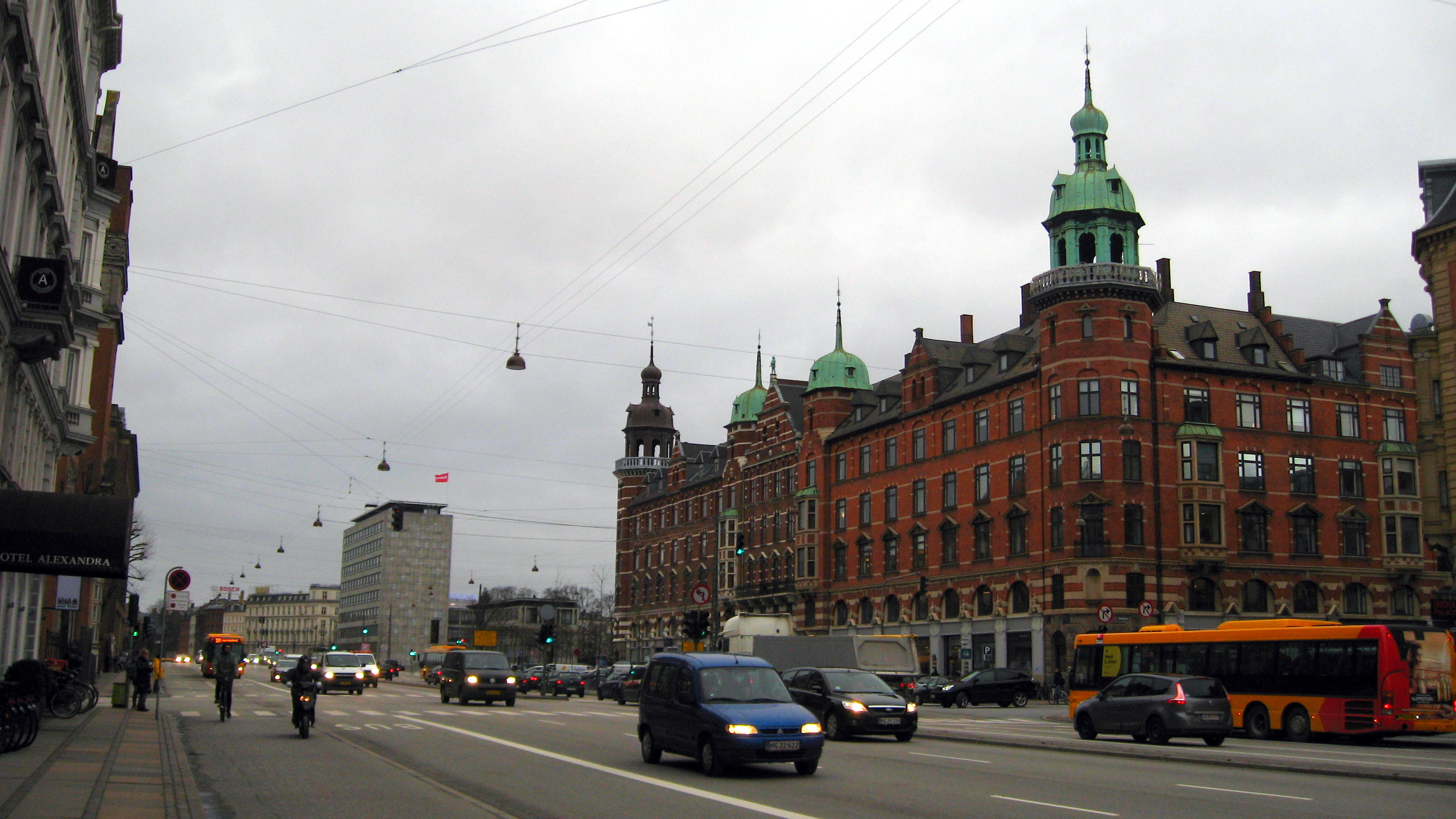
La circulation sur le boulevard H.C. Andersens.

Le boulevard H.C. Andersens est l'artère la plus large et la plus passante de Copenhague. Elle mesure 60 mètres de large.

## Situation et accès
Le boulevard H.C. Andersens d'une longueur de 1,3 kilomètre traverse Indre By, le centre-ville historique de la capitale du Danemark. Il est constitué de deux fois trois voies de circulation. Il relie le pont Langebro et l'île d'Amager à l'Est au grand jardin public de Ørstedsparken à l'Ouest en direction des lacs formant le Søerne. Il croise l'artère Nørre Voldgade au carrefour duquel s'élève en son centre, les vestiges de la tour Jarmers. La Nørre Voldgade se dirigeant vers la gare de Nørreport. Il passe devant l'hôtel de ville de Copenhague et traverse la place centrale de Rådhuspladsen.

## Origine du nom
Elle rend honneur au grand écrivain et conteur danois Hans Christian Andersen.

## Historique
En 1872, un plan de Copenhague est élaboré, présentant le futur boulevard H.C. Andersens créé sur les anciens remparts de Copenhague, sous le nom de « Vestre Boulevard », à l'instar des transformations de Paris sous le Second Empire et la création des Grands boulevards.